# Selezione maschile di calcio della Groenlandia
La selezione di calcio della Groenlandia è la rappresentativa calcistica nazionale della Groenlandia ed è posta sotto l'egida della federazione calcistica groenlandese, la Kalaallit Arsaattartut Kattuffiat. La selezione non è riconosciuta a livello internazionale, in quanto la federazione groenlandese non è membro della FIFA né della UEFA o della CONCACAF, per quanto all'interno del Regno di Danimarca la Groenlandia abbia lo stesso status delle Isole Fær Øer, la cui nazionale è invece riconosciuta internazionalmente.
La federazione groenlandese è affiliata all'NF-Board dal 2005 e alla ConIfa dal 2016. L'obiettivo della federazione, tuttavia, è di ricevere lo status ufficiale.
Il commissario tecnico è dal 2020 Morten Rutkjær. Il capitano è il difensore Niklas Kreutzmann.

## Storia

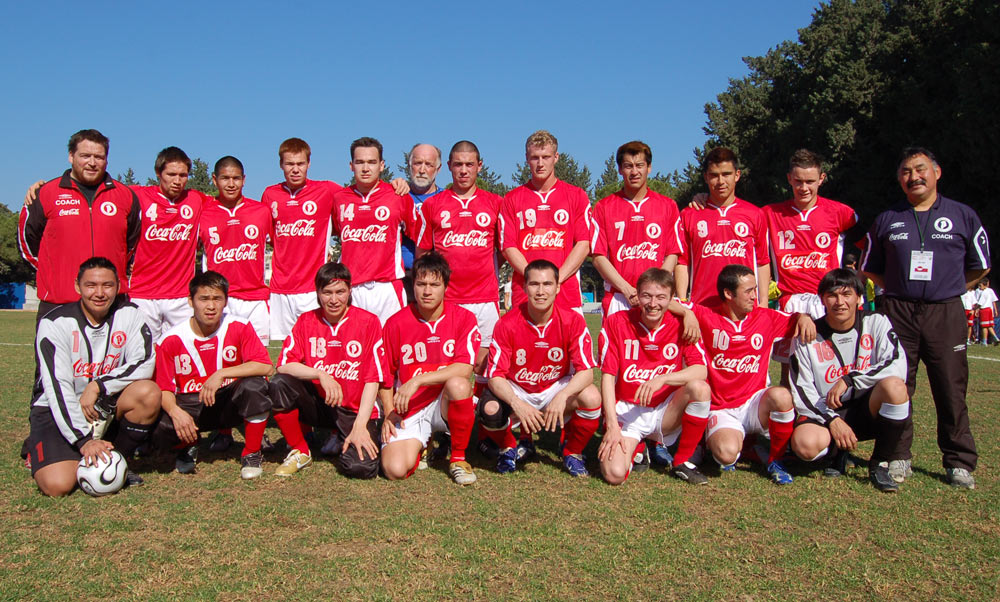
La selezione groenlandese alla ELF Cup 2006

La selezione groenlandese, fondata il 4 luglio 1971, giocò la sua prima partita il 2 luglio 1980 alla Greenland Cup disputata in Islanda: fu sconfitta 6-0 dalle Fær Øer. Nel 1989 partecipò alla prima edizione del torneo calcistico agli Island Games, disputati alle Isole Fær Øer: dopo aver vinto all'esordio 4-1 contro le Isole Shetland, perse le successive tre partite chiudendo il torneo al quarto posto su cinque. Agli Island Games del 1991 perse tutte le quattro partite disputate. Nell'edizione del 1993, dopo aver chiuso il proprio girone al secondo posto, perse la finale per il terzo posto contro le Isole Åland per 2-1. Nel 1995, dopo aver vinto il proprio girone, perse in semifinale per 2-1 contro l'Isola di Wight e poi nella finale per il terzo posto contro Jersey per 6-3 dopo i tempi supplementari. Nell'edizione del 1997 chiuse all'ultimo posto, mentre nell'edizione del 1999 si classificò ottava dopo aver chiuso il girone al secondo posto ed aver perso le successive partite di consolazione per il 5º- 8º posto contro Rodi (2-0) e Gotland (7-2). Nell'edizione del 2001 si classificò nona, dopo aver chiuso il girone all'ultimo posto ed aver vinto le partite per il 9º- 12º posto contro le Isole Falkland per 4-0 e contro Saaremaa per 2-0. Nello stesso anno, alla Vanlose Arena di Copenaghen, giocò contro Tibet una partita (vinta 4-1) che fece scoppiare un caso internazionale, dal momento che la Cina, che contesta la sovranità del Tibet, minacciò di attuare un embargo sulle esportazioni groenlandesi di gamberi. Agli Island Games del 2003 si classificò decima: chiuse al terzo posto il girone (in cui sconfisse Sark per 16-0 in quella che è la miglior vittoria della storia della Groenlandia), qualificandosi alle partite di consolazione per il 9º- 12º posto: qui vinse contro Alderney per 3-0 ma perse contro Gotland per 2-1. Nella successiva edizione arrivò ottava, dopo aver chiuso il girone al quarto posto ed aver perso la finale per il 7º posto.
Il 13 ottobre 2005 fu ammessa come membro provvisorio alla NF-Board, divenendone poi membro effettivo il 25 marzo 2006. Nello stesso anno la Groenlandia partecipò all'unica edizione della FIFI Wild Cup, competizione organizzata dalla FIFI, venendo eliminata al primo turno dopo aver perso entrambe le gare disputate, la prima 0-1 contro il Cipro del Nord, poi vincitore del trofeo, la seconda 2-4 contro Zanzibar, poi arrivata seconda. Sempre nel 2006 partecipò anche all'unica edizione disputata della ELF Cup, anche in questo caso venendo eliminata al primo turno: dopo la vittoria per 2-0 nella partita inaugurale contro la Gagauzia, arrivarono un pareggio per 1-1 contro Zanzibar ed una sconfitta per 0-1 contro il Kirghizistan. Nel 2009 partecipò nuovamente agli Island Games, in cui giunse dodicesima: chiuse il proprio girone al terzo posto, qualificandosi alla finale per l'11º posto, persa 4-3 contro Gotland. Il 17 ottobre 2009 la federazione groenlandese fu ammessa come membro provvisorio dalla IFU, International Football Union.
Chiuse all'11º posto gli Island Games del 2011: dopo aver chiuso all'ultimo posto il proprio girone, sconfisse per 1-0 le Ebridi Esterne nella finale per l'11º posto. Nell'edizione del 2013 giocata a Bermuda arrivò seconda: perse la partita inaugurale per 3-0 contro i padroni di casa, ma vinse le due successive partite del girone contro Frøya per 12-0 e contro le Isole Falkland per 9-0; in finale perse nuovamente contro Bermuda per 1-0. Agli Island Games del 2015 arrivò seconda nel proprio girone, chiudendo alle spalle di Minorca solo per la differenza reti: si qualificò così per la finale per il 5º posto, che vinse per 2-1 contro l'Isola di Wight. Dal maggio 2016 la federazione groenlandese è affiliata alla ConIfa. Nell'estate 2017, ai Giochi Olimpici dei piccoli Stati, la nazionale groenlandese ottiene la medaglia d'argento, perdendo la finale contro l'Isola di Man col punteggio di 0-6.

## Status

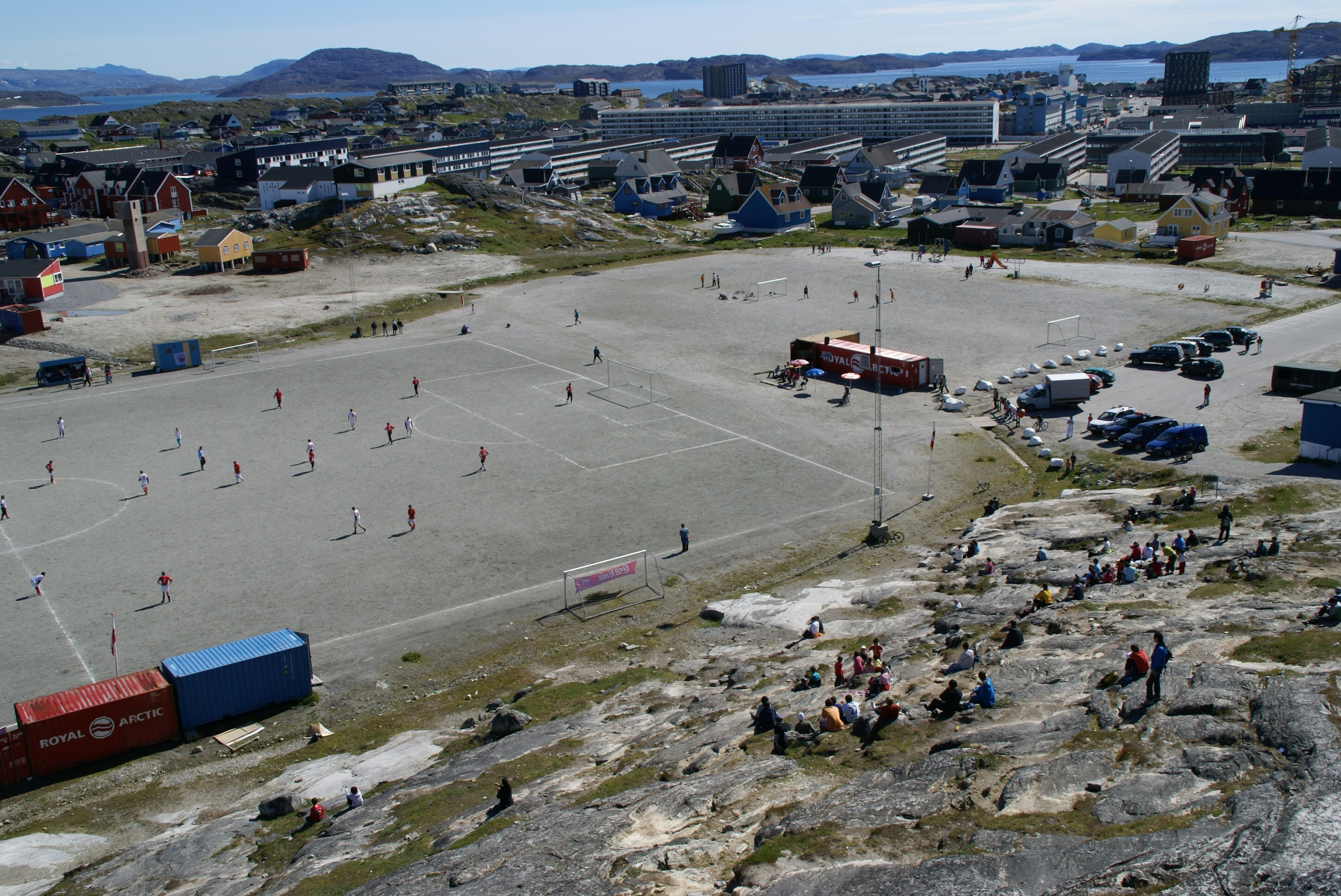
Il Nuuk Stadion, lo stadio nazionale, prima dell'introduzione dell'erba sintetica

Uno dei più grandi ostacoli al riconoscimento internazionale della Groenlandia è costituito dalle rigide norme della FIFA sugli stadi e sulle superfici di gioco: in Groenlandia non vi sono infatti impianti dotati di seggiolini per gli spettatori, e fino al 2009 i campi da calcio erano tutti in terra battuta. Il primo campo da calcio in erba sintetica fu completato ed inaugurato a Qaqortoq nel settembre 2009. Il 13 settembre 2010 il presidente della FIFA Sepp Blatter fece visita a Qaqortoq ed annunciò pubblicamente l'approvazione del campo da parte della FIFA, condizione necessaria per il riconoscimento internazionale della federazione groenlandese.
Nel dicembre 2014 la federazione danese e quella groenlandese conclusero un accordo avente l'obiettivo di arrivare all'affiliazione della Groenlandia alla UEFA e alla FIFA nel 2020: la federazione danese si impegnò a dare un sostegno finanziario finalizzato a sostituire i campi in terra battuta con almeno un campo in erba sintetica in ciascuno dei quattro comuni della Groenlandia. Nel maggio 2015 il Parlamento groenlandese stanziò un milione di dollari per la costruzione di un nuovo stadio nazionale a Nuuk con posti a sedere e al coperto: il piano contemplò la realizzazione di una struttura coperta e riscaldata, avente una capacità di diverse migliaia di spettatori, la presentazione del relativo progetto al Parlamento nel corso della sessione autunnale del 2016 e il completamento dello stadio nel 2020. Al di là della proposta del nuovo stadio, nel giugno 2015 fu posto il primo campo in erba sintetica anche a Nuuk, la capitale del paese; nel mese di luglio 2016 fu introdotta l'erba sintetica anche allo stadio nazionale, il Nuuk Stadion, dove la selezione gioca le sue partite interne.
Per diventare un membro della FIFA, è necessario che la federazione groenlandese divenga membro di una confederazione continentale. Tuttavia l'attuale statuto della UEFA consente l'affiliazione solo alle federazioni che rappresentano paesi riconosciuti dall'ONU come stati indipendenti. Un'altra possibilità per la Groenlandia, dato che appartiene geograficamente al continente nordamericano, è l'adesione alla CONCACAF, che consente l'affiliazione anche a territori dipendenti.
Nel maggio 2022, la Groenlandia annuncia ufficialmente di aver avviato il processo per diventare membro della CONCACAF e che avrebbe preso parte al congresso come organismo osservatore.
Il 28 maggio 2024, la Federazione calcistica KAK ha presentato domanda formale per diventare il 42esimo membro della CONCACAF.
Il 10 giugno 2025, la Federazione calcistica KAK ha annunciato che la domanda di adesione alla CONCACAF è stata respinta.

## Partecipazioni ai tornei internazionali non riconosciuti dalla FIFA

### Island Games
| Anno   | Turno                                                         | Posizione                                                     | G                                                             | V                                                             | N                                                             | P                                                             | GF                                                            | GS                                                            |
| ------ | ------------------------------------------------------------- | ------------------------------------------------------------- | ------------------------------------------------------------- | ------------------------------------------------------------- | ------------------------------------------------------------- | ------------------------------------------------------------- | ------------------------------------------------------------- | ------------------------------------------------------------- |
| 1989   | Girone unico                                                  | 4°                                                            | 4                                                             | 1                                                             | 0                                                             | 3                                                             | 4                                                             | 8                                                             |
| 1991   | Play-off per il 7º posto                                      | 8°                                                            | 4                                                             | 0                                                             | 0                                                             | 4                                                             | 8                                                             | 15                                                            |
| 1993   | Play-off per il 3º posto                                      | 4°                                                            | 4                                                             | 2                                                             | 0                                                             | 2                                                             | 9                                                             | 6                                                             |
| 1995   | Semifinali                                                    | 4°                                                            | 5                                                             | 2                                                             | 0                                                             | 3                                                             | 10                                                            | 10                                                            |
| 1997   | Fase a gironi                                                 | 9°                                                            | 4                                                             | 0                                                             | 1                                                             | 3                                                             | 3                                                             | 9                                                             |
| 1999   | Play-off per il 5º-8º posto                                   | 8°                                                            | 5                                                             | 2                                                             | 0                                                             | 3                                                             | 11                                                            | 19                                                            |
| 2001   | Play-off per il 9º-12º posto                                  | 9°                                                            | 4                                                             | 2                                                             | 1                                                             | 1                                                             | 6                                                             | 2                                                             |
| 2003   | Play-off per il 9º-12º posto                                  | 10°                                                           | 5                                                             | 3                                                             | 0                                                             | 2                                                             | 22                                                            | 5                                                             |
| 2005   | Play-off per il 7º posto                                      | 8°                                                            | 5                                                             | 1                                                             | 2                                                             | 2                                                             | 8                                                             | 14                                                            |
| 2007   | Non partecipante                                              | Non partecipante                                              | Non partecipante                                              | Non partecipante                                              | Non partecipante                                              | Non partecipante                                              | Non partecipante                                              | Non partecipante                                              |
| 2009   | Play-off per l'11º posto                                      | 12°                                                           | 4                                                             | 1                                                             | 0                                                             | 3                                                             | 8                                                             | 15                                                            |
| 2011   | Play-off per l'11º posto                                      | 11°                                                           | 4                                                             | 1                                                             | 0                                                             | 3                                                             | 5                                                             | 7                                                             |
| 2013   | Finale                                                        | 2°                                                            | 4                                                             | 2                                                             | 0                                                             | 2                                                             | 21                                                            | 4                                                             |
| 2015   | Play-off per il 5º posto                                      | 5°                                                            | 4                                                             | 3                                                             | 1                                                             | 0                                                             | 8                                                             | 4                                                             |
| 2017   | Finale                                                        | 2°                                                            | 5                                                             | 3                                                             | 1                                                             | 1                                                             | 7                                                             | 9                                                             |
| 2019   | Annullato, sostituito da 2019 Inter Games Football Tournament | Annullato, sostituito da 2019 Inter Games Football Tournament | Annullato, sostituito da 2019 Inter Games Football Tournament | Annullato, sostituito da 2019 Inter Games Football Tournament | Annullato, sostituito da 2019 Inter Games Football Tournament | Annullato, sostituito da 2019 Inter Games Football Tournament | Annullato, sostituito da 2019 Inter Games Football Tournament | Annullato, sostituito da 2019 Inter Games Football Tournament |
| 2023   | Da giocare                                                    | Da giocare                                                    | Da giocare                                                    | Da giocare                                                    | Da giocare                                                    | Da giocare                                                    | Da giocare                                                    | Da giocare                                                    |
| Totale | Miglior piazzamento: Secondo Posto                            | Partecipazioni: 14/15                                         | 59                                                            | 23                                                            | 6                                                             | 33                                                            | 122                                                           | 128                                                           |

### Greenland Cup
| Anno   | Turno                              | Posizione           | G | V | N | P | GF | GS |
| ------ | ---------------------------------- | ------------------- | - | - | - | - | -- | -- |
| 1980   | Girone Unico                       | 3°                  | 2 | 0 | 0 | 2 | 1  | 10 |
| 1983   | Girone Unico                       | 2°                  | 2 | 0 | 1 | 1 | 2  | 3  |
| 1984   | Girone Unico                       | 3°                  | 2 | 0 | 0 | 2 | 0  | 2  |
| Totale | Miglior piazzamento: Secondo Posto | Partecipazioni: 3/3 | 6 | 0 | 1 | 5 | 3  | 15 |

### Coppa del mondo CONIFA
| Coppa del mondo CONIFA | Coppa del mondo CONIFA                           | Coppa del mondo CONIFA                           | Coppa del mondo CONIFA                           | Coppa del mondo CONIFA                           | Coppa del mondo CONIFA                           | Coppa del mondo CONIFA                           | Coppa del mondo CONIFA                           | Coppa del mondo CONIFA                           |                                                  | Qualificazioni                                   | Qualificazioni                                   | Qualificazioni                                   | Qualificazioni                                   | Qualificazioni                                   | Qualificazioni |
| Anno                   | Risultato                                        | Posizione                                        | G                                                | V                                                | N                                                | P                                                | GF                                               | GS                                               | G                                                | V                                                | N                                                | P                                                | GF                                               | GS                                               |                |
| ---------------------- | ------------------------------------------------ | ------------------------------------------------ | ------------------------------------------------ | ------------------------------------------------ | ------------------------------------------------ | ------------------------------------------------ | ------------------------------------------------ | ------------------------------------------------ | ------------------------------------------------ | ------------------------------------------------ | ------------------------------------------------ | ------------------------------------------------ | ------------------------------------------------ | ------------------------------------------------ | -------------- |
| 2014                   | Non partecipante                                 | Non partecipante                                 | Non partecipante                                 | Non partecipante                                 | Non partecipante                                 | Non partecipante                                 | Non partecipante                                 | Non partecipante                                 | Non partecipante                                 | Non partecipante                                 | Non partecipante                                 | Non partecipante                                 | Non partecipante                                 | Non partecipante                                 |                |
| 2016                   | Non partecipante                                 | Non partecipante                                 | Non partecipante                                 | Non partecipante                                 | Non partecipante                                 | Non partecipante                                 | Non partecipante                                 | Non partecipante                                 | Non partecipante                                 | Non partecipante                                 | Non partecipante                                 | Non partecipante                                 | Non partecipante                                 | Non partecipante                                 |                |
| 2018                   | Non qualificata                                  | Non qualificata                                  | Non qualificata                                  | Non qualificata                                  | Non qualificata                                  | Non qualificata                                  | Non qualificata                                  | Non qualificata                                  | 5                                                | 3                                                | 1                                                | 1                                                | 7                                                | 9                                                |                |
| 2020                   | Torneo annullato a causa della pandemia COVID-19 | Torneo annullato a causa della pandemia COVID-19 | Torneo annullato a causa della pandemia COVID-19 | Torneo annullato a causa della pandemia COVID-19 | Torneo annullato a causa della pandemia COVID-19 | Torneo annullato a causa della pandemia COVID-19 | Torneo annullato a causa della pandemia COVID-19 | Torneo annullato a causa della pandemia COVID-19 | Torneo annullato a causa della pandemia COVID-19 | Torneo annullato a causa della pandemia COVID-19 | Torneo annullato a causa della pandemia COVID-19 | Torneo annullato a causa della pandemia COVID-19 | Torneo annullato a causa della pandemia COVID-19 | Torneo annullato a causa della pandemia COVID-19 |                |
| 2022                   |                                                  |                                                  |                                                  |                                                  |                                                  |                                                  |                                                  |                                                  |                                                  |                                                  |                                                  |                                                  |                                                  |                                                  |                |
| Totale                 | —                                                | Partecipazioni: 0/4                              | 0                                                | 0                                                | 0                                                | 0                                                | 0                                                | 0                                                | 5                                                | 3                                                | 1                                                | 1                                                | 7                                                | 9                                                |                |

### FIFI Wild Cup
| Anno | Turno         | G | V | N | P | GF | GS |
| ---- | ------------- | - | - | - | - | -- | -- |
| 2006 | Fase a gironi | 2 | 0 | 0 | 2 | 2  | 5  |

### ELF Cup
| Anno | Turno         | G | V | N | P | GF | GS |
| ---- | ------------- | - | - | - | - | -- | -- |
| 2006 | Fase a gironi | 3 | 1 | 1 | 1 | 3  | 2  |

## Sponsor
Da tempo lo sponsor principale della selezione di calcio della Groenlandia è la Coca-Cola.
- Macron[18]
- Coca-Cola
- Kelme
- Air Greenland
- Arla Foods
- Pilersuisoq
- Brugsen
- H.A.P's Agentur
- NunaFonden
- Paarisa
- Royal Arctic Line

## Commissari tecnici
- Niels Møller (1977)

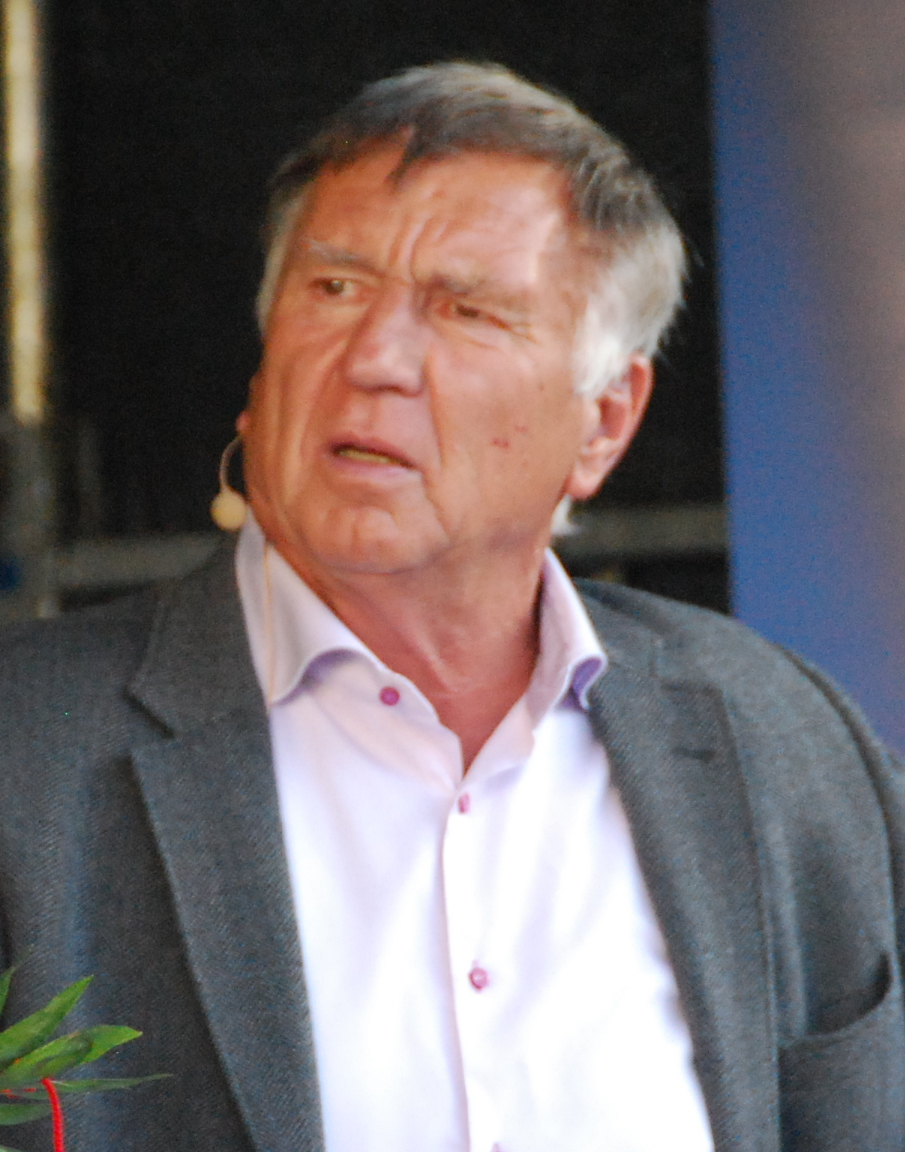
Sepp Piontek, allenatore di fama internazionale, c.t. della Groenlandia dal 1999 al 2002 e nel 2004

- Uvdlo Jakobsen e  Elisaeus Kreutzmann (1983)
- Lars Lundblad (1984)
- Simon Simonsen (1989)
- Isak Nielsen Kleist (1993-1995)
- Ulf Abrahamsen (1996)
- Lars Olsvig e  Jens Jorgen Egede (1997)
- Sepp Piontek (1999-2002)
- Jens Tang Olesen e  Kristian Lyberth (2003)
- Sepp Piontek (2004)
- Jens Tang Olesen e  Hans Frederik Olsen (2005-2010)
- Tonnes Berthelsen e  René Olsen (2010-2012)
- Tekre Ghebrelul e  René Olsen (2013-2019[19])
- Morten Rutkjær (2020-[20])

## Rosa attuale
Lista dei giocatori convocati da Morten Rutkjær per l'amichevole contro il Turkmenistan dell'1 Giugno 2024.
|  | P | Brian Rosing Kleist       | 28 novembre 1994 |  |  | B-67                         |  |  |
|  | P | Akkajuk Mathæussen        |                  |  |  | Nuuk IL                      |  |  |
|  |   |                           |                  |  |  |                              |  |  |
|  | D | Adam Ejler                | 13 gennaio 2004  |  |  | Holbæk B&I                   |  |  |
|  | D | Patrick Otiri Frederiksen |                  |  |  | B-67                         |  |  |
|  | D | Thomas Høegh              |                  |  |  | Skjold Birkerød              |  |  |
|  | D | Aputsiaq Andersen         |                  |  |  | G-44                         |  |  |
|  | D | Angutivik Gundel-Collin   |                  |  |  | B-67                         |  |  |
|  | D | Jørgen Kreutzmann         |                  |  |  | IT-79                        |  |  |
|  |   |                           |                  |  |  |                              |  |  |
|  | C | Søren Kreutzmann          | 5 dicembre 1994  |  |  | B-67                         |  |  |
|  | C | John Ludvig Broberg       | 19 novembre 1990 |  |  | B-67                         |  |  |
|  | C | Karsten Møller Andersen   | 28 novembre 1999 |  |  | B-67                         |  |  |
|  | C | Søren Kristiansen         | 6 luglio 1996    |  |  | G-44                         |  |  |
|  | C | Mathias Mac Christensen   | 10 novembre 2001 |  |  | FC Helsingor                 |  |  |
|  | C | Mads Andersen             |                  |  |  | G-44                         |  |  |
|  | C | Morten Fleicher           |                  |  |  | IT-79                        |  |  |
|  |   |                           |                  |  |  |                              |  |  |
|  | A | Rene Eriksen Petersen     | 11 giugno 2001   |  |  | KÍ Klaksvík                  |  |  |
|  | A | Nemo Thomsen              | 5 aprile 2004    |  |  | Holbæk B&I                   |  |  |
|  | A | Victor Egede Philbert     |                  |  |  | B-67                         |  |  |
|  | A | Niklas Thustrup Johansen  |                  |  |  | N-48                         |  |  |
|  | A | Niels Erik Eriksen        |                  |  |  | G-44                         |  |  |
|  |   |                           |                  |  |  |                              |  |  |
|  | A | Johan Bidstrup            |                  |  |  | B-67                         |  |  |
|  |   | Lars Peter Broberg        |                  |  |  | B-67                         |  |  |
|  |   | Lars Erik Reimer          |                  |  |  | Nagdlunguaq-48               |  |  |
|  |   | Katu Madsen               |                  |  |  | Siumut Amerdlok Kunuk        |  |  |
|  |   | Malik Juhl                | 18 giugno 1989   |  |  | B-67                         |  |  |
|  |   | Nikki Petersen            |                  |  |  | B-67                         |  |  |
|  |   | Hans Karl Berthelsen      |                  |  |  | Inuit Timersoqatigiiffiat-79 |  |  |

## Confronti internazionali
Tabella aggiornata al 30 Giugno 2017.
  Record Positivo
  Record Neutro
  Record Negativo
| Avversari      | P  | V  | N | P  | GF  | GS  | DR  |
| -------------- | -- | -- | - | -- | --- | --- | --- |
| Alderney       | 1  | 1  | 0 | 0  | 3   | 0   | +3  |
| Anglesey       | 4  | 1  | 1 | 2  | 2   | 3   | -1  |
| Bermuda        | 2  | 0  | 0 | 2  | 0   | 4   | -4  |
| Cipro del Nord | 1  | 0  | 0 | 1  | 0   | 1   | -1  |
| Ebridi Esterne | 3  | 2  | 1 | 0  | 8   | 4   | +4  |
| Fær Øer        | 7  | 0  | 1 | 6  | 6   | 20  | -14 |
| Frøya          | 4  | 2  | 1 | 1  | 18  | 5   | +13 |
| Gagauzia       | 1  | 1  | 0 | 0  | 2   | 0   | +2  |
| Gibilterra     | 4  | 2  | 0 | 2  | 7   | 7   | 0   |
| Gotland        | 4  | 2  | 0 | 2  | 8   | 12  | -4  |
| Guernsey       | 2  | 0  | 1 | 1  | 0   | 6   | -6  |
| Islanda        | 2  | 0  | 0 | 2  | 1   | 5   | -4  |
| Isola di Man   | 2  | 1  | 0 | 1  | 4   | 6   | -2  |
| Isola di Wight | 6  | 2  | 1 | 3  | 8   | 14  | -6  |
| Isole Åland    | 6  | 1  | 0 | 5  | 10  | 17  | -7  |
| Isole Falkland | 2  | 2  | 0 | 0  | 13  | 0   | +13 |
| Isole Orcadi   | 1  | 1  | 0 | 0  | 2   | 1   | +1  |
| Isole Shetland | 3  | 2  | 0 | 1  | 9   | 7   | +2  |
| Jersey         | 5  | 0  | 0 | 5  | 10  | 18  | -8  |
| Kirghizistan   | 1  | 0  | 0 | 1  | 0   | 1   | -1  |
| Kosovo         | 1  | 0  | 0 | 1  | 0   | 1   | -1  |
| Lapponia       | 1  | 0  | 0 | 1  | 1   | 5   | -4  |
| Minorca        | 4  | 0  | 2 | 2  | 5   | 12  | -7  |
| Rodi           | 3  | 0  | 0 | 3  | 1   | 6   | -5  |
| Saaremaa       | 3  | 3  | 0 | 0  | 8   | 2   | +6  |
| Sark           | 1  | 1  | 0 | 0  | 16  | 0   | +16 |
| Tibet          | 1  | 1  | 0 | 0  | 4   | 1   | +3  |
| Zanzibar       | 2  | 0  | 1 | 1  | 3   | 5   | -2  |
| Totale         | 77 | 25 | 9 | 43 | 149 | 163 | -20 |